# Schellsitz
Schellsitz is een dorp, tevens Ortsteil, in het noordoosten van de Duitse gemeente Naumburg (Saale), deelstaat Saksen-Anhalt, en telt 187 inwoners (2003).
Schellsitz ligt aan de rivier de Saale.

## Geschiedenis
Schellsitz wordt in de 12e eeuw voor het eerst in een document vermeld.
Anders dan Naumburg (Saale) zelf, behoorde Schellsitz, evenals het buurdorp Eulau, vóór de Napoleontische tijd tot het Amt Freyburg van het Hertogdom Saksen-Weißenfels, dat in 1746 in het Keurvorstendom Saksen opging. Vanaf 1815 lag het dorp, evenals de naburige plaatsen, in Pruisen, en vanaf 1871 in het Duitse Keizerrijk. 
In april 1994 werd het dorp door een grote overstroming van de Saale getroffen. De materiële schade was groot; gelukkig waren er geen doden te betreuren. Na deze overstroming werd langs de Saale een hogere dijk gebouwd.
Historische gebeurtenissen van meer dan plaatselijke betekenis zijn verder niet overgeleverd.

## Bezienswaardigheden
- De evangelisch-lutherse dorpskerk van Schellsitz dateert uit de 13e eeuw en werd in de late 17e en in de 18e eeuw ingrijpend gerenoveerd. In het interieur bevinden zich liturgische voorwerpen uit verschillende stijlperiodes en een fraai orgel, dat in het begin van de 19e eeuw werd gebouwd.
- Vanuit het dorp kan men de Saale per veerpont oversteken naar het fraai gelegen en bezienswaardige buurdorp Schönburg (Saale).

## Galerij

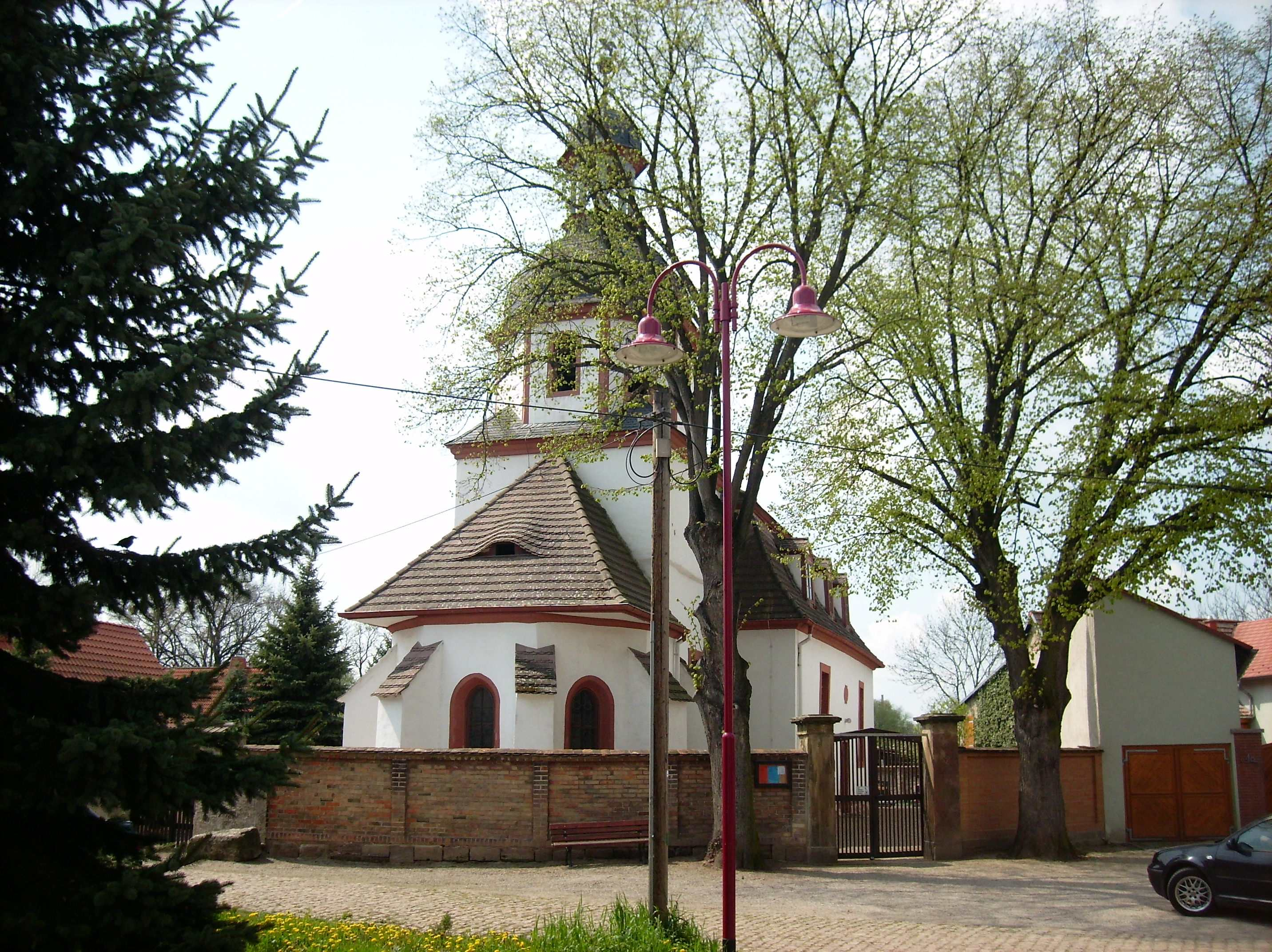
Dorpskerk van Schellsitz
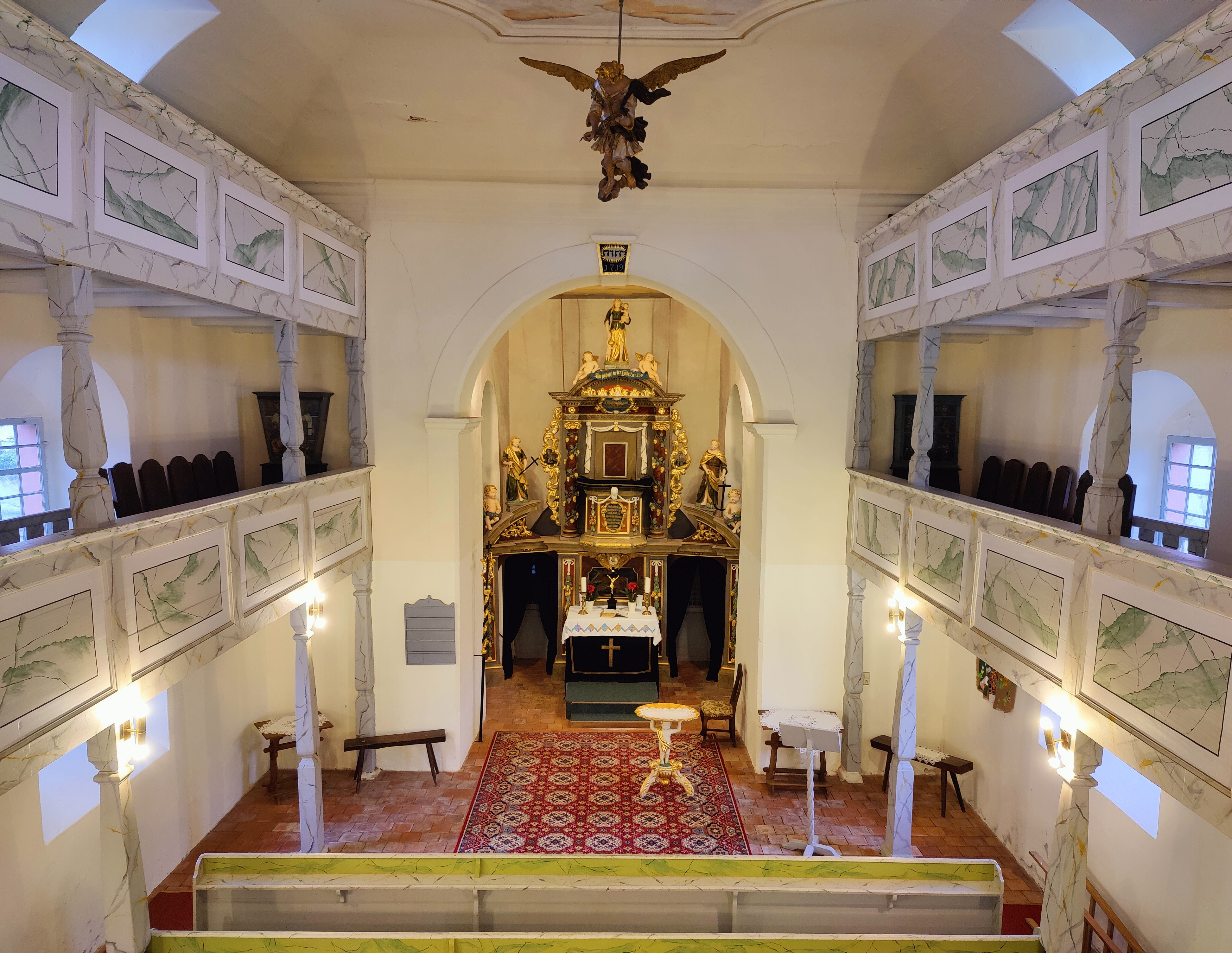
Interieur van deze kerk (2023)
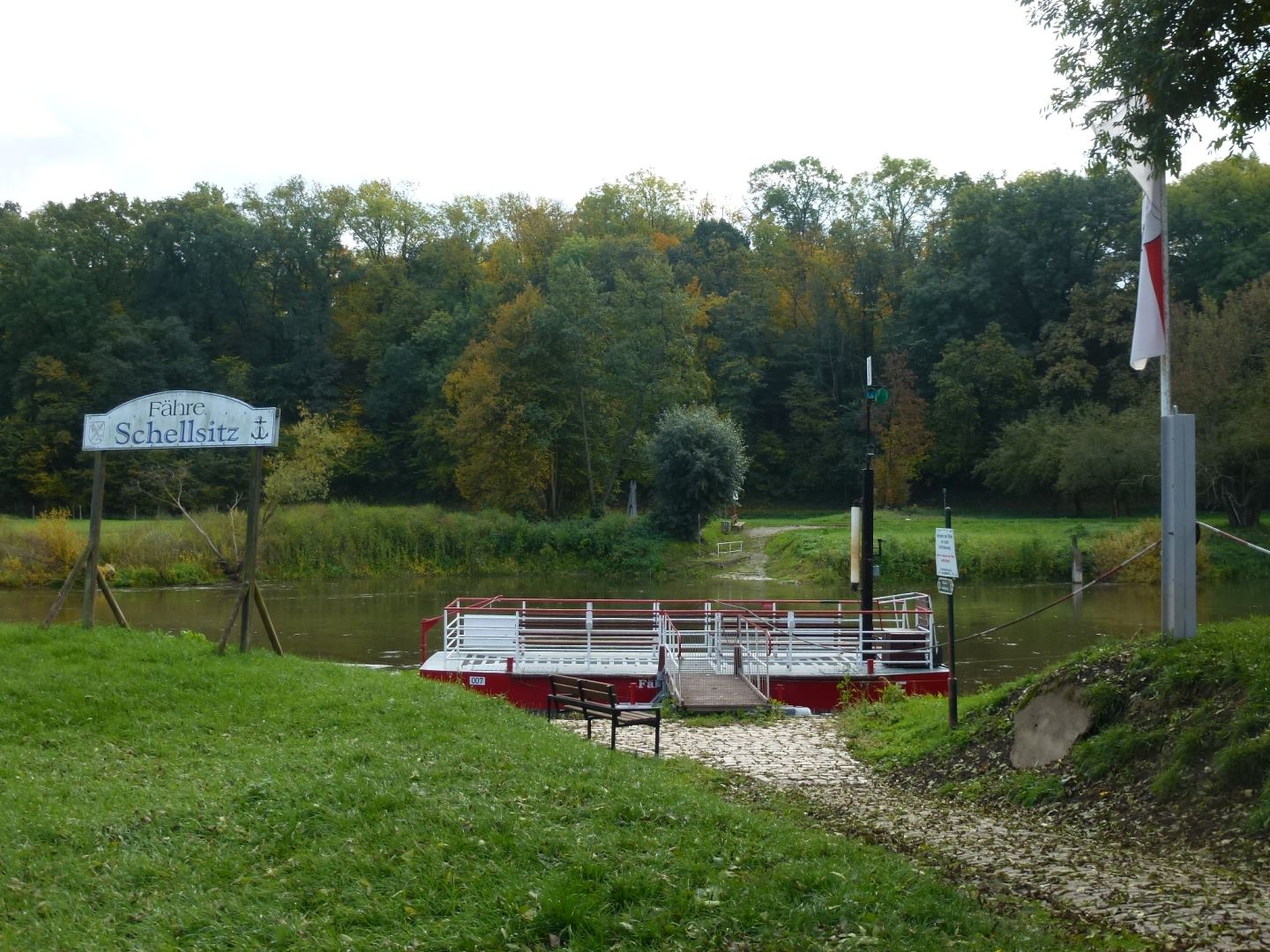
Veerpont over de Saale